# Iouri Koriakov
Iouri Borissovitch Koriakov (en russe : Ю́рий Бори́сович Коряко́в), né le 16 janvier 1976 à Rostov-sur-le-Don, est un linguiste russe, spécialiste de la création de cartes linguistiques et d'atlas montrant la répartition géographique des langues. Il est candidat ès sciences philologiques, chercheur principal à l'institut de linguistique de l'Académie des sciences de Russie.

## Biographie
Iouri Borissovitch Koriakov est né le 16 janvier 1976 à Rostov-sur-le-Don (oblast de Rostov, RSFSR, URSS), et a passé son enfance ainsi que son adolescence à Khadyjensk dans le kraï de Krasnodar en Ciscaucasie.
En 1998, il est diplômé du département de linguistique théorique et appliquée de l'Université d'État de Moscou, en spécialisation « Linguistique théorique et appliquée », avec comme sujet de thèse : « Relations quantitatives des voyelles dans les langues européennes » (directeur : Sandro Kodzasov). De 1998 à 2001, il a étudié à temps plein à la Faculté de philologie de l'Université d'État de Moscou. En 2002, il a soutenu sa thèse « La situation linguistique en Biélorussie et la typologie des situations linguistiques » à l'Université d'État de Moscou (directeur : Vladimir Alpatov),.
Depuis 1999, il travaille dans le groupe « Langues du monde » (aujourd'hui le secteur de la linguistique régionale) de l'institut de linguistique de l'Académie des sciences de Russie : d'abord en tant qu'employé indépendant, et depuis 2002, en tant que membre du personnel. Il travaille également à temps partiel au Laboratoire international pour la convergence linguistique de l'École des hautes études en sciences économiques,.
Il est à la tête du projet « Langues de Russie », dédié à la compilation d'une liste actualisée et actuelle des langues de Russie,.

## Publications
Quelques publications (non exhaustif):
- (en) Iouri Koriakov, Atlas of the Languages of the World. Romance languages, Moscou, 2001
- (en) Iouri Koriakov, Atlas of the Caucasian languages, Moscou, 2002
- (ru) Iouri Koriakov, Атлас кавказских языков [« Atlas des langues caucasiennes »], Moscou, Institut de linguistique,‎ 2006
- (ru) N.B. Kochkareva, I.V. Kachkine, Iouri Koriakov, O.A. Kazakevitch, S. I. Bourkova, N. A. Mouraviov et I. M Boudianskaïya, Диалектологический атлас уральских языков, распространенных на территории Ямало-Ненецкого автономного округа [« Atlas dialectologique des langues ouraliennes parlées sur le territoire de l'Okrug autonome de Iamalo-Nénétsie »], Kaliningrad, N. B. Kotchkareva et ROST-DOAFK,‎ 2017, 260 p.